# 21633 Hsingpenyuan
21633 Hsingpenyuan è un asteroide della fascia principale. Scoperto nel 1999, presenta un'orbita caratterizzata da un semiasse maggiore pari a 2,3646785 UA e da un'eccentricità di 0,0880147, inclinata di 5,61474° rispetto all'eclittica.